# ベニハシガラス
ベニハシガラス（紅嘴烏、Pyrrhocorax pyrrhocorax）は、スズメ目カラス科の鳥類で、ベニハシガラス属に分類される2種のうちの1種である。英名は Red-billed Chough で、単に Chough （チャフ、[ˈtʃʌf] chuff）とも呼ばれる。学名の "pyrrhocorax" はギリシア語で「炎色のカラス」を意味する。

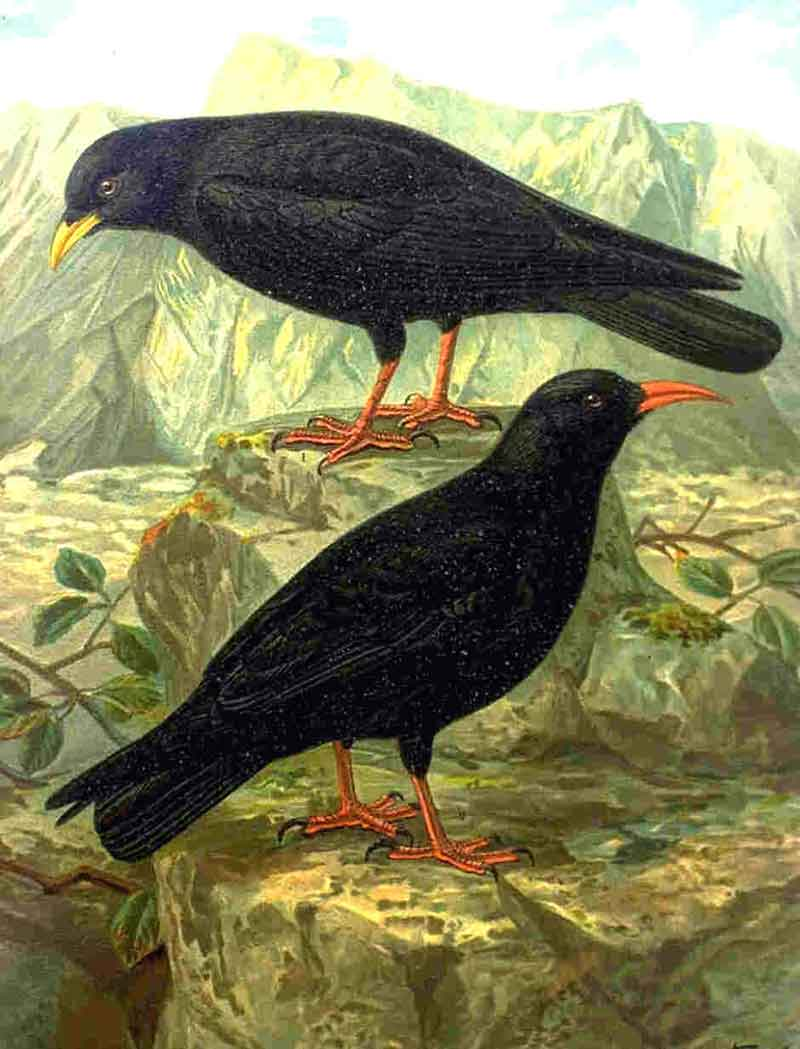
ベニハシガラス属 Pyrrhocorax
上: キバシガラス
下: ベニハシガラス

## 形態

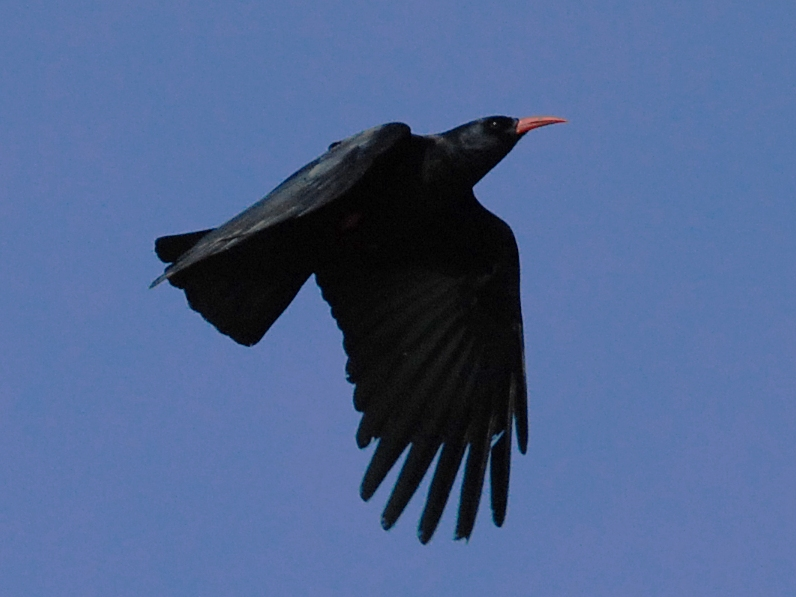
基亜種 P. p. pyrrhocorax
（イングランド、コーンウォール）

全長40cm (35-41cm)、翼開長82cm (73-90cm)、体重310g (260-350g)。雌雄同色。全身の羽衣はつやのある黒色。くちばしは赤く、細長くて下方に湾曲して先がとがる。足も赤色。目は黒い。翼は大きくて幅が広く、巧みに飛翔し、はっきりとした初列風切の翼先の分離が6対ある。尾羽は短くて角尾。幼鳥は羽衣に艶がなく褐色みがあり、くちばしは朱黄色みを帯びて、短めで湾曲が少なく、足も朱黄色。

## 分布
旧北区、アフリカ。
イギリスや西・南ヨーロッパでは、山地および海岸の急な岩場で繁殖する。生息数はイギリスで300つがい以上（夏季462つがい〈428-496つがい: 2002年夏季〉）とされ、アイルランドでは400-850つがいと推定されている。アフリカのエチオピアでは4,500mまでの高原に生息し、農耕地でも採餌するが、生息数はおよそ1,300羽未満と推定される。中東でも留鳥として生息するが、シリアではまれな冬鳥。西パキスタンからヒマラヤには、高山および高山牧草地・農耕地に生息する。東アジアにおいては、主に山地の草原で採餌するが、中国東北部ではやや標高の低い草原に群れで見られる。朝鮮では迷鳥（1981年1月、韓国、釜山市沙下区）。

## 亜種
- P. p. pyrrhocorax 基亜種 - イギリス諸島（イングランド、ウェールズ、マン島、インナー・ヘブリディーズ、アイルランドなどの一部[12]）。
- P. p. erythropthalmus - アルプス山脈、ピレネー山脈、イベリア半島、および地中海の島々[12]。
- P. p. barbarus - カナリア諸島（ラ・パルマ島）、アフリカ北西部（モロッコ、アルジェリア）[12]。
- P. p. baileyi - エチオピアの高原[12]。
- P. p. docilis - クレタ島、ヨーロッパ南東部からアラビア半島北部、イラク北部、イラン、アフガニスタン[12]。
- P. p. centralis - 中央アジア（天山山脈、パミール高原、アルタイ山脈）[12]。
- P. p. himalayanus - ヒマラヤ山脈、インド北部から中国西部[12]。
- P. p. brachypus - 中国北・中部からモンゴル、満州[12]、山東省、河北省[5]。

## 生態

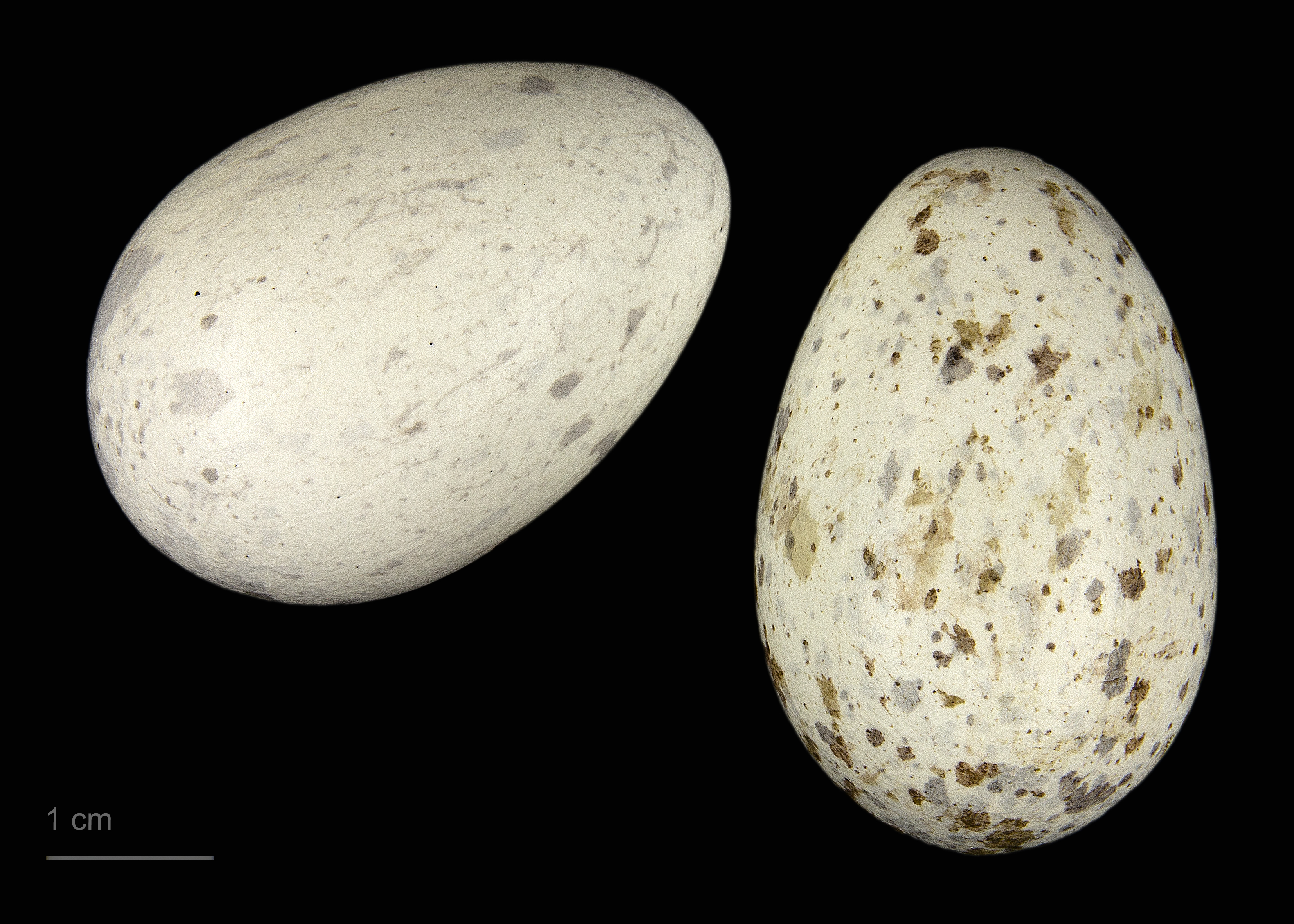
卵 (P. pyrrhocorax) MHNT

山岳地および海岸の岩壁に生息し、岩穴や割れ目に営巣する。巣は木の枝や植物の茎で作られ、ときに泥なども混じり、柔毛が敷かれる。3-5個の卵を産み、卵の大きさは3.9 × 2.8cm、重さは15.7gで、雌が抱卵し17-18日で孵化する。その後、雌雄により育雛されるが、前年に同じ親鳥から生まれたと考えられる若鳥が雛の給餌を手伝うこともある。雛はおよそ38日（31-41日）で巣立つ。
3年で繁殖するようになり、寿命は基準として7年とされるが、自然環境下で最長16年以上（16年8か月26日）の生存が記録されている。
開けた土地で採餌し、主に土壌の昆虫や無脊椎動物、幼虫および蠕虫を採食し、種子やベリーなども採餌する。